# Morro do Mar Casado
O Morro do Mar Casado (ou mais propriamente a Ilha do Mar Casado) situa-se no município brasileiro de Guarujá, estado de São Paulo.
Localiza-se na Praia de Pernambuco, ao lado da praia de Sorocotuba. Até a década de 90 foi frequentada graças ao famoso SPA Jequitimar, procurada por surfistas e adeptas do topless.
Tem este nome porque durante a maré alta as águas das Praias do Mar Casado e de Pernambuco se juntam formando uma só praia e o morro passa a ser uma ilha; em seguida, quando a maré volta a baixar, as águas se separam.
Nesta praia foi construído em 2005 um grande hotel de seis estrelas pelo Grupo Silvio Santos.
A configuração das praias arenosas que ali se estabelecem, formando conexão do continente com a ilha, compõe um tômbolo (denominação proposta por Gulliver para as línguas ou flechas de areia e seixos ligando uma ilha a um continente”...), e não uma península (“porção de terra cercada de água por todos os lados, menos um, pelo qual se liga a outra terra.
Os tômbolos representam uma configuração geomorfológica especial e muito pouco frequente na região costeira do Estado de São Paulo. A ligação entre a Ilha Porchat e a Ilha de São Vicente é um exemplo de tômbolo, que foi completamente descaracterizado em vista da consolidação do acesso viário entre as mesmas. A construção de tal acesso teve como efeito colateral a alteração dos processos de sedimentação marinha nas praias vizinhas e praticamente fez desaparecer as areias da Praia do Gonzaguinha, em São Vicente, obrigando o Poder Público a construir molhes (empilhamento concentrado de rochas) no local, para promover a retenção de areias.
A subida cotidiana da maré e a junção dos mares que confere a denominação Mar Casado, a partir das praias de Pernambuco e do Mar Casado, recobrem o tômbolo, sendo tal evento de maior amplitude e mais marcante em ocasiões em que as marés são especialmente altas. Este fato demonstra o despropósito de afirmar-se que a Ilha do Mar Casado compõe uma península, e evidencia o equívoco do empreendedor de querer retirar do local o status de ilha.
O Morro do Mar Casado é de propriedade do Grupo Silvio Santos, e o resort que foi construído na Praia do Pernambuco chama-se "Hotel Jequitimar".

## Impactos ambientaisda ocupação
O resort foi construído com recursos de financiamento do BNDES, apesar de uma ação do Ministério Público do Estado de São Paulo, contra a implantação do empreendimento. considerando as diretrizes, normas e recomendações técnicas do Plano Sistematizador do Tombamento da Serra do Mar, elaborado em 1986, pela Empresa Metropolitana de Planejamento da Grande São Paulo – EMPLASA.
A Promotoria de Justiça do Meio Ambiente de Guarujá instaurou o Inquérito Civil 07/00 – MA para apuração de risco de degradação ambiental decorrente da implantação de empreendimento imobiliário na área do antigo Hotel Jequitimar, na Praia de Pernambuco, com possíveis impactos ambientais, estéticos e paisagísticos sobre a Ilha do Mar Casado, bem tombado por meio da Resolução 40/85, da Secretaria Estadual de Cultura. Ao término das investigações, ajuizou a ação civil pública (Processo n. 1.383/01), em que foi concedida a liminar requerida, determinando-se a paralisação de qualquer intervenção na área.
A empreendedora SiSan Empreendimentos Imobiliários S/C Ltda.(do mesmo Grupo), classificou o seu Projeto Jequiti como um modelo de indução de investimentos no Guarujá, com “efeito de demonstração”, capaz de retomar o crescimento econômico do Município do Guarujá, de forma a justificar que seu projeto, altamente impactante ao meio ambiente, em especial sobre Áreas de Preservação Permanente [[(APP) (no caso, áreas de topos de morro) e em área de bem tombado na Ilha do Mar Casado, com supressão de vegetação em Área de Preservação Permanente, para construção e instalação de complexo hoteleiro privado com nítidos fins lucrativos.
A ilha conta com terrenos de alta suscetibilidade a escorregamentos e erosão, apresentando declividades dominantes acima de 45% (24,22º), nos quais o empreendedor pretendia construir um elevador de acesso entre a marina (fingers) e o restaurante/ danceteria.
As obras certamente interferiram sobre a vegetação florestal em regeneração e em desenvolvimento, que não poderia ser objeto de nenhum desmatamento. Apesar de haver evidente potencial de degradação associado a tais intervenções, configurando crime ambiental (art. 26, alínea g, Lei 4.771/65; artigo 48, da Lei 9.605/98), não houve impedimento à implantação do projeto.